# 白令海妙身绵鳚
白令海妙身绵鳚，為輻鰭魚綱鱸形目绵鳚亞目绵鳚科的其中一種，分布於北太平洋區的白令海海域，屬底棲性魚類，棲息深度500-800公尺，體長可達15.3公分。